# Walla walla
Los walla walla eran una tribu india nativa americana que habitaba en la zona de Walla Walla y que hablaba una lengua sahaptiana. El nombre de la zona significa "lugar de muchas rocas" o "río pequeño". Antiguamente, los walla walla vivían en las orillas del río Wallawalla y en las cercanías del Columbia, entre los actuales estados de Washington y Oregón. Actualmente viven en la reserva Warm Springs de Oregón.
Hacia 1900 habían sido reducidos a 500 invididuos. En 1960 había 623 en Oregón, que aumentaron en 1980 a 700, aunque de ellos solo 100 hablaban su lengua.
Representantes de la Cultura del Altiplano, antiguamente se alimentaban de bellotas, raíces y semillas que recolectaban, y también se dedicaban a la pesca del salmón y la caza de animales de la zona.
Los otros rasgos sociales, culturales y religiosos no son muy diferentes de las otras tribus sahaptianas de la zona, como los umatilla, nez perce, wasco, yakama y otras. Actualmente, además, están muy mezclados con nez percé y cayuse.
En 1804 les visitaron Lewis y Clark, que dieron las primeras descripciones de los miembros de la tribu, y hacia 1844 fueron evangelizados por el jesuita francés Pierre-Jean de Smet y otros. 
Aunque se mostraron al margen de la Guerra Cayuse, en 1855 su jefe Peo-peo-mox-mox decidió ayudar a los yakama contra los EE. UU., y fue asesinado por el coronel J. Kelly, razón por la cual en 1858 apoyaron la guerra de los Coeur d’Alene.
Después del conflicto, hacia 1850 fueron internados en la reserva Warm Springs de Oregón, donde se dedicaron a la agricultura y la ganadería.
- Datos: Q2508464
- Multimedia: Walla Walla (tribe) / Q2508464